# Демидовці
Деми́довці (рос. Демидовцы) — присілок в Красногорському районі Удмуртії, Росія.

## Населення
Населення — 5 осіб (2010; 9 в 2002).
Національний склад станом на 2002 рік:
- росіяни — 78 %